# Siliculosa

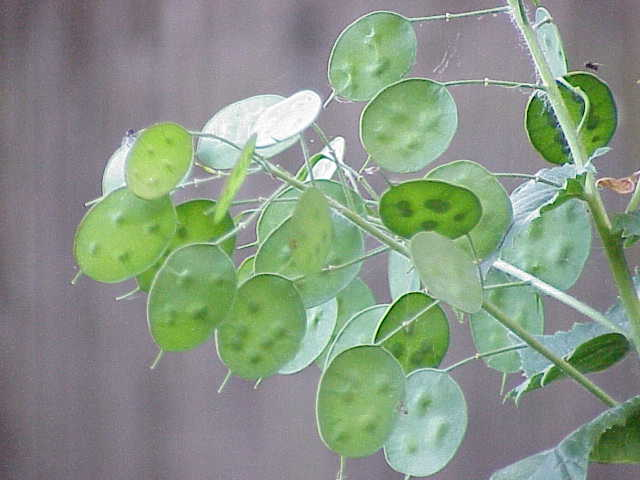
Silículas da espécies Lunaria annua

Em botânica, segundo o sistema de Linné, siliculosa  é uma das duas ordens de plantas pertencentes à classe tetradynamia.
As plantas desta ordem se caracterizam-se por formarem frutos secos deiscentes do tipo silícula. Apresentam também flores hermafroditas com seis estames livres, sendo quatro maiores e dois menores. ju
Gêneros: Myagrum, Vella, Anastatica, Subularia, Draba, Lepidium, Thlaspi, Cochlearia, Iberis, Alyssum, Clypeola, Biscutella, Lunaria.